# 5 tháng 4
Ngày 5 tháng 4 là ngày thứ 95 trong mỗi năm thường (ngày thứ 96 trong mỗi năm nhuận). Còn 270 ngày nữa trong năm.

## Sự kiện
- 184 – Hán Linh Đế ban bố đại xá Đảng nhân trong nước, lệnh cho công khanh và tướng lĩnh thảo phạt quân Khăn Vàng, tức ngày Nhâm Tý (7) tháng 3 năm Giáp Tý.
- 1242 – Trong Trận hồ Chudskoe, lực lượng của Cộng hòa Novgorod dập tắt nỗ lực xâm chiếm của Hiệp sĩ Teuton.
- 1722 – Nhà thám hiểm người Hà Lan Jakob Roggeveen phát hiện ra một hòn đảo trên Thái Bình Dương vào ngày lễ Phục sinh, hòn đảo được đặt tên là Phục Sinh.
- 1843 – Nữ hoàng Victoria tuyên bố Hồng Kông là một thuộc địa của Anh Quốc.
- 1908 – Tại Basel, Đội tuyển bóng đá Quốc gia Đức tham dự trận thi đấu quốc tế chính thức đầu tiên của mình, với kết quả chiến bại trước Thụy Sĩ.
- 1923 – Công ty Cao su và Lốp xe Firestone bắt đầu làm lốp xe bóng.
- 1930 – Để thể hiện sự bất phục tùng, Mohandas Gandhi đã vi phạm luật Anh sau khi đi ra biển và hành nghề làm muối.
- 1937 – Công nhân Nhà máy Ba Son, Sài Gòn bãi công.
- 1942 – Chiến tranh thế giới thứ hai: Hải quân Đế quốc Nhật Bản tiến hành không kích Colombo, Ceylon, sử dụng các tàu sân bay của họ.
- 1955 – Winston Churchill nghỉ hưu khỏi chức vụ Thủ tướng Anh.
- 1957 – Tại Ấn Độ, Đảng Cộng sản thắng bầu cử đầu tiên ở Kerala, và E. M. S. Namboodiripad được cử làm thủ tướng đầu tiên.
- 1963 – Chính phủ Việt Nam Dân chủ Cộng hoà công bố Pháp lệnh phòng cháy chữa cháy.
- 1969 – Chiến tranh Việt Nam: phản chiến lớn xảy ra ở Thành phố New York, San Francisco, Los Angeles, Washington, D.C. và các thành phố khác khắp Hoa Kỳ.
- 1974 – Hội đồng Quốc gia chính trị Liên hiệp Lào và Chính phủ liên hiệp dân tộc (lần thứ ba) do hoàng thân Xuvanaphuma làm thủ tướng, và Hội đồng quốc gia chính trị hiệp thân do hoàng thân Xuvanaphuma làm chủ tịch chính thức thành lập.
- 1975 – Seri Himitsu Sentai Goranger, lần đầu tiên được phát sóng trên TV Asahi với tập "Mặt trời đỏ thắm! Năm chiến binh siêu phàm" (真っ赤な太陽! 無敵のゴレンジャー Makka na Taiyō! Muteki no Gorenjā?), seri này kéo dài 84 tập, và khởi đầu cho loạt seri Super Sentai kéo dài từ đó tới nay.
- 1972 – Chiến tranh Việt Nam: Quân Giải phóng miền Nam chiếm tỉnh Bình Long, bắt đầu trận thứ hai trong Chiến dịch Nguyễn Huệ.
- 1976 – Ở Trung Quốc, Phong trào ngày 5 tháng 4 dẫn đến Sự kiện Thiên An Môn.
- 1998 – Nhật Bản khánh thành cầu lớn Akashi nối đảo Honshu và đảo Awaji, trở thành cầu dây võng có nhịp dài nhất thế giới tại thời điểm đó.
- 2009 – Bắc Triều Tiên phóng tên lửa Kwangmyongsong-2, vụ phóng tên lửa bị Hội đồng Bảo an Liên Hợp Quốc lên án.
- 2021:
  - Nguyễn Xuân Phúc được bầu làm Chủ tịch nước Cộng hòa xã hội chủ nghĩa Việt Nam.[1]
  - Phạm Minh Chính được bầu làm Thủ tướng Chính phủ nước Cộng hòa xã hội chủ nghĩa Việt Nam.

## Sinh
- 1838 – Nguyễn Phúc Miên Ký, tước phong Cẩm Xuyên Quận vương, hoàng tử con vua Minh Mạng (m. 1881).
- 1887 – Hedwig Kohn, nhà vật lý người Ba Lan (m. 1964).[2]
- 1908 – Bette Davis, huyền thoại điện ảnh Mỹ (m. 1989).
- 1923 – Nguyễn Văn Thiệu, tổng thống của Việt Nam Cộng hòa (m. 2001)
- 1937 – Colin Powell, Ngoại trưởng Mỹ.
- 1947 – Gloria Macapagal-Arroyo, tổng thống Philippines.
- 1984 – Shin Min-ah, nữ Diễn viên người Hàn Quốc.
- 1988 - Chí Thiện, diễn viên, ca sĩ, thành viên nhóm nhạc Việt Nam La Thăng (A#)
- 1991 – Lê Huỳnh Thúy Ngân, nữ Diễn viên, người mẫu và MC người Việt Nam

## Mất
- 1697 – Vua Karl XI của Thụy Điển (s. 1655)
- 1794 – Georges Danton, lãnh đạo Cách mạng Pháp (s. 1759)
- 1975 – Tưởng Giới Thạch, lãnh tụ Quốc Dân Đảng (s. 1887)
- 1994 – Kurt Cobain – ca sĩ người Mỹ. (s. 1967)